# Clubiona samoënsis
Clubiona samoënsis är en spindelart som beskrevs av Lucien Berland 1929. Clubiona samoënsis ingår i släktet Clubiona och familjen säckspindlar. Inga underarter finns listade i Catalogue of Life.